# Antharmostes mesoleuca
Antharmostes mesoleuca là một loài bướm đêm trong họ Geometridae.